# Пюрмеренд
Пюрмере́нд (нід. Purmerend) — місто і муніципалітет у нідерландській провінції Північна Голландія. До складу муніципалітету входять однойменне місто, село Пюрмербюрт і частина польдеру Пюрмер. Є передмістям і, фактично, спальним районом Амстердама, багато мешканців Пюрмеренда працюють або навчаються в Амстердамі. Входить до конурбації Рандстад.

## Історія
Місто Пюрмеренд з невеликого села Пюрмер, розташованого між озерами (сучасними польдерами) Пюрмер, Бемстермер і Вейдевормер. Мешканці села існували за рахунок рибальства та торгівлі — село мало вигідне з комерційної точку зору розташування. Перша письмова згадка про Пюрмеренд датується 1327 роком, проте село існувало і раніше.

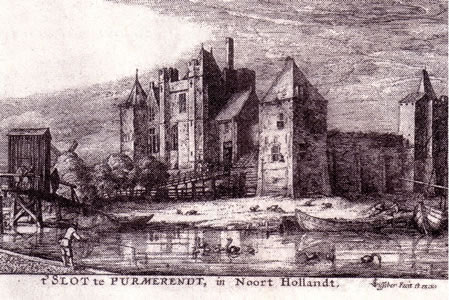
Замок Пюрмерстейн

У 1410 році Віллем Еггерт, багатий банкір із Амстердама, отримав від графа Голландії Вільгельма VI право звести біля Пюрмера замок. Будівництво завершилося 1413 року і новий замок отримав назву Слот-Пюрмерстейн. Після смерті Віллема Еггерта замок перейшов у власність його сина, Яна Еггерта. В ті часи в країні тривала так звана «війна гачків і тріски» — серії воєнних конфліктів між шляхтою за титул графа Голландського та між шляхтою і міською буржуазією. Хоча Віллем Еггерт намагався уникати обрання тієї чи іншої сторони конфлікту, його синові, Яну, довелося це зробити. Зрештою, Ян Еггерт узяв сторону Якоби Баварської, яка належала до партії «гачків». Її супротивником був її дядько, герцог Баварії Йоганн III, який виступив на боці партії «тріски». Таким чином, Пюрмеренд став ворогом герцогу Йоганну, якого прозвали Безжальним. Останній вже узяв штурмом та зруйнував міста Едам і Монікендам, і рушив на замок Пюрмерстейн. Йоганн прагнув зробити свого сина правителем Пюрмеренду. Натомість Ян Еггерт звернувся по допомогу до свого брата, Герріта ван Зейла. Наразі немає історичних документів, які б прояснили подальшу долю Пюрмерстейна, чи він перейшов до сина Йоганна III, чи залишився у володінні Герріта ван Зейла. Відомо, що 1439 року Пюрмеренд і навколишні землі перейшли до Яна II де Ровера ван Монфорта, сьомого бургграфа Монфорта. Після нього замок Пюрмерстейн переходив у власність різних родин, після 1671 року ніхто там не жив і зрештою 1741 року замок зруйнували.
З 1392 року в Пюрмеренді було два монастирі, один з них — монастир урсулинок. Їх ліквідували після перемоги протестантів у Вісімдесятирічній війні. У 1395 році в селі побудували нову церкву, яка замінила стару каплицю. У 1470 році ця церква набула статусу парафіяльної.

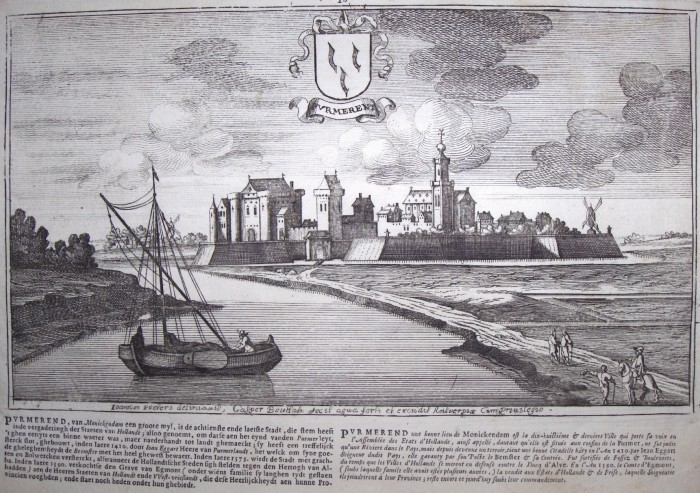
Панорама Пюрмеренда у 1674 році

У 1434 році Пюрмеренд отримав міські права, а 21 квітня 1484 року (за іншими джерелами — 14 квітня) отримав ще й право на торгівлю (нід. marktrechten), тобто право організовувати двічі на рік великі щорічні ярмарки (нід. jaarmarkten) та щотижня — локальні ярмарки (нід. weekmarkt). До цього часу в місті могли продаватися лише харчі і лише для міського населення. Так Пюрмеренд стає торговельним центром регіону, проте населення зростає повільно. Осушення озера Бемстермер у 1612 році та озера Пюрмер у 1622 року призвело до занепаду рибальства в Пюрмеренді, проте на осушених плодоносних землях швидко розвинулося сільське господарство і тваринництво. З XVI століття в Пюрмеренді проводяться і ярмарки худоби. Із розвитком торгівлі розвивається і промисловість. На початку XVIII століття в Пюрмеренді було три броварні, дві ґуральні, фабрики з виробництва пороху, скипидару, мила, оцту, канатів, верф та три вітряки. Місто довгий час мало неофіційну назву Ринкового міста (нід. Marktstad), а ярмарки худоби на спеціальній площі в центрі міста тривали до 2003 року. Того ж року Пюрмеренд був названий «Містом-ярмарком Нідерландів».
Протягом Другої світової війни Пюрмеренд окупували нацисти. Окупація почалася 14 травня 1940 року і закінчилася 9 травня 1945 року, коли місто звільнили війська союзників, зокрема, канадські військові.
У 1960-х роках населення міста починає швидко зростати і Пюрмеренд перетворюється на місто-супутник Амстердама.

## Географія
Пюрмеренд розташований на північ від Амстердама, у болотистій низовині, що називається Ватерланд (нід. Waterland). Площа муніципалітету становить 24,56 км², з яких 23,39 км² — суходіл, 1,17 км² — водна поверхня.
Місто Пюрмеренд оточене польдерами Пюрмер, Бемстер і Вормер.

### Клімат
| Клімат Пюрмеренда     | Клімат Пюрмеренда | Клімат Пюрмеренда | Клімат Пюрмеренда | Клімат Пюрмеренда | Клімат Пюрмеренда | Клімат Пюрмеренда | Клімат Пюрмеренда | Клімат Пюрмеренда | Клімат Пюрмеренда | Клімат Пюрмеренда | Клімат Пюрмеренда | Клімат Пюрмеренда | Клімат Пюрмеренда |
| Показник              | Січ.              | Лют.              | Бер.              | Квіт.             | Трав.             | Черв.             | Лип.              | Серп.             | Вер.              | Жовт.             | Лист.             | Груд.             | Рік               |
| Середній максимум, °C | 5,4               | 6,0               | 9,2               | 12,4              | 17,1              | 19,2              | 21,4              | 21,8              | 18,4              | 14,1              | 9,2               | 6,5               | 13,4              |
| Середній мінімум, °C  | 0,5               | 0,2               | 2,4               | 4,0               | 7,8               | 10,4              | 12,5              | 12,3              | 10,2              | 7,0               | 3,9               | 1,9               | 6,1               |
| --------------------- | ----------------- | ----------------- | ----------------- | ----------------- | ----------------- | ----------------- | ----------------- | ----------------- | ----------------- | ----------------- | ----------------- | ----------------- | ----------------- |

## Транспорт

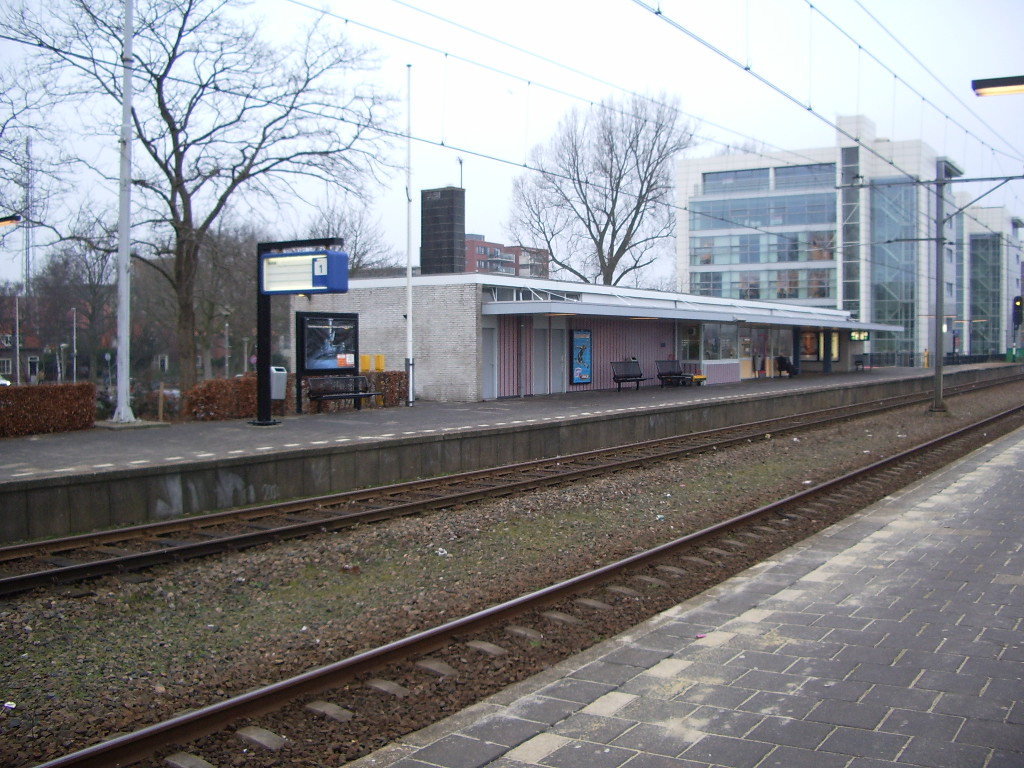
Залізнична станція Purmerend

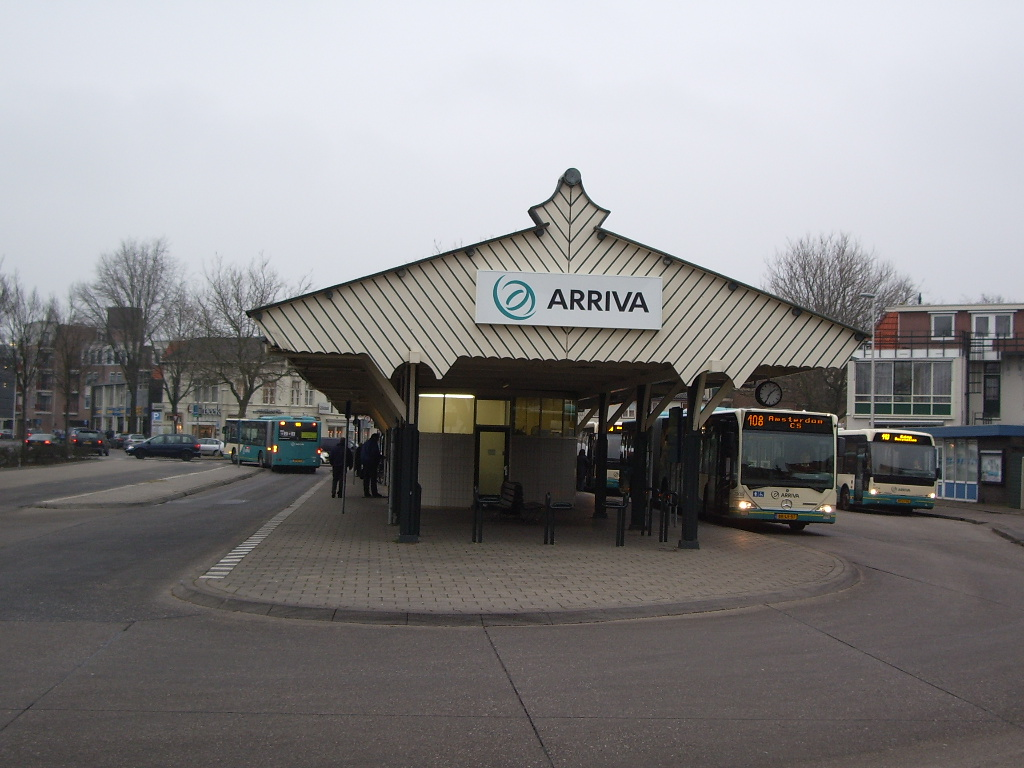
Автостанція Tramplein у Пюрмеренді

Через те, що Пюрмеренд є передмістям і практично спальним районом Амстердама, щоденно спостерігається маятникова міграція між цими двома населеними пунктами. Близько 60% мешканців Пюрмеренда добираються до Амстердама на власних авто по єдиному швидкісному автошляху А7. Довгий час тут були значні затори через велику кількість машин, проте на початку 2010-х років шлях розширили, додавши спеціальний швидкісний ряд.
У Пюрмеренді є три залізничні станції, на півночі, в центрі та на півдні: Purmerend Weidevenne, Purmerend та Purmerend Overwhere. Залізниця з'явилася тут у 1885 році і є частиною лінії Зандам — Енкхейзен. У 1894–1949 роках Пюрмеренд також мав залізничну лінію до станції Амстердам-Північний (Amsterdam-Noord).
З 11 грудня 2011 року на території муніципалітету також існує мережа автобусних маршрутів, перевізником є компанія EBS. Маршрути № 304, № 307 і № 308 прямують з Пюрмеренда до центру Амстердама; маршрути № 301 і № 306 прямують через Пюрмеренд з муніципалітетів Алкмар і Бемстер відповідно, також у напрямку Амстердама. Останні два маршрути є частиною проєкту транспортного проєкту R-net — мережі автобусних маршрутів конурбації Рандстад. Центральною автобусною станцією Пюрмеренда є Трамплейн (нід. Tramplein, укр. «Трамвайна площа»). ЇЇ назва площі походить від трамвайної лінії, що пролягала між Пюрмерендом і Амстердамом, проте, як у більшості муніципалітетів, з часом поступилася автобусам.
Окрім наявної мережі громадського транспорту, існують також плани продовження амстердамської лінії метро Noord/Zuidlijn до Пюрмеренда, проте цей проєкт не підтримується мешканцями муніципалітету, адже це може призвести до скорочення або повної ліквідації автобусних маршрутів, які не поступаються швидкістю метрополітенові, а зупинок мають більше, тобто є зручнішими для мешканців.

## Політика
Муніципалітет Пюрмеренд управляється муніципальною радою, що складається з 35 депутатів, та бургомістром. Депутати муніципальної ради та бургомістр обираються раз на 4 роки.
| Партія                                                       | 1998 | 2002 | 2006 | 2010 | 2014 |
| ------------------------------------------------------------ | ---- | ---- | ---- | ---- | ---- |
| Народна партія за свободу і демократію                       | 10   | 7    | 7    | 7    | 3    |
| Партія праці                                                 | 8    | 5    | 9    | 6    | 4    |
| Міська партія (Stadspartij)                                  | 4    | 5    | 3    | 3    | 8    |
| Зелені ліві                                                  | 4    | 3    | 2    | 2    | 2    |
| «Пюрмеренд, придатний для життя» (Leefbaar Purmerend)        | —    | 8    | 3    | 3    | 3    |
| Християнсько-демократичний заклик                            | 3    | 4    | 3    | 3    | 3    |
| «Генеральний альянс літніх людей» (Algemeen Ouderen Verbond) | 2    | 2    | 3    | 3    | 5    |
| Демократи 66                                                 | 2    | 1    | 1    | 3    | 5    |
| Соціалістична партія                                         | —    | —    | 4    | 2    | —    |
| «Пишаємося Нідерландами» (Trots op Nederland)                | —    | —    | —    | 3    | 1    |
| Lijst van Damme                                              | —    | —    | —    | —    | 1    |
| Усього                                                       | 33   | 35   | 35   | 35   | 35   |

Бургомістром Пюрмеренда є Дон Бейл з партії «Народна партія за свободу і демократію».

## Культура
На території Пюрмеренда розташовано 30 національних пам'яток (нід. rijksmonumenten), три театри, два музеї і два кінотеатри.

## Спорт
В Пюрмеренді є три футбольні клуби: FC Purmerend, VPV Purmersteijn та V.V. De Wherevogels, бейсбольна асоціація de Flying Petrels та регбійна команда Waterland. На околиці Пюрмеренда розташований гольф-клуб.
Щороку, у другий четвер вересня, в місті проходять кінні змагання, які проводяться тут з 1873 року.

## Видатні уродженці
- Якобус Ауд — нідерландський архітектор і теоретик архітектури, один з головних зачинателів і представників функціоналізму в архітектурі.

## Міста-побратими
- Чехія — Їглава[4].

## Галерея

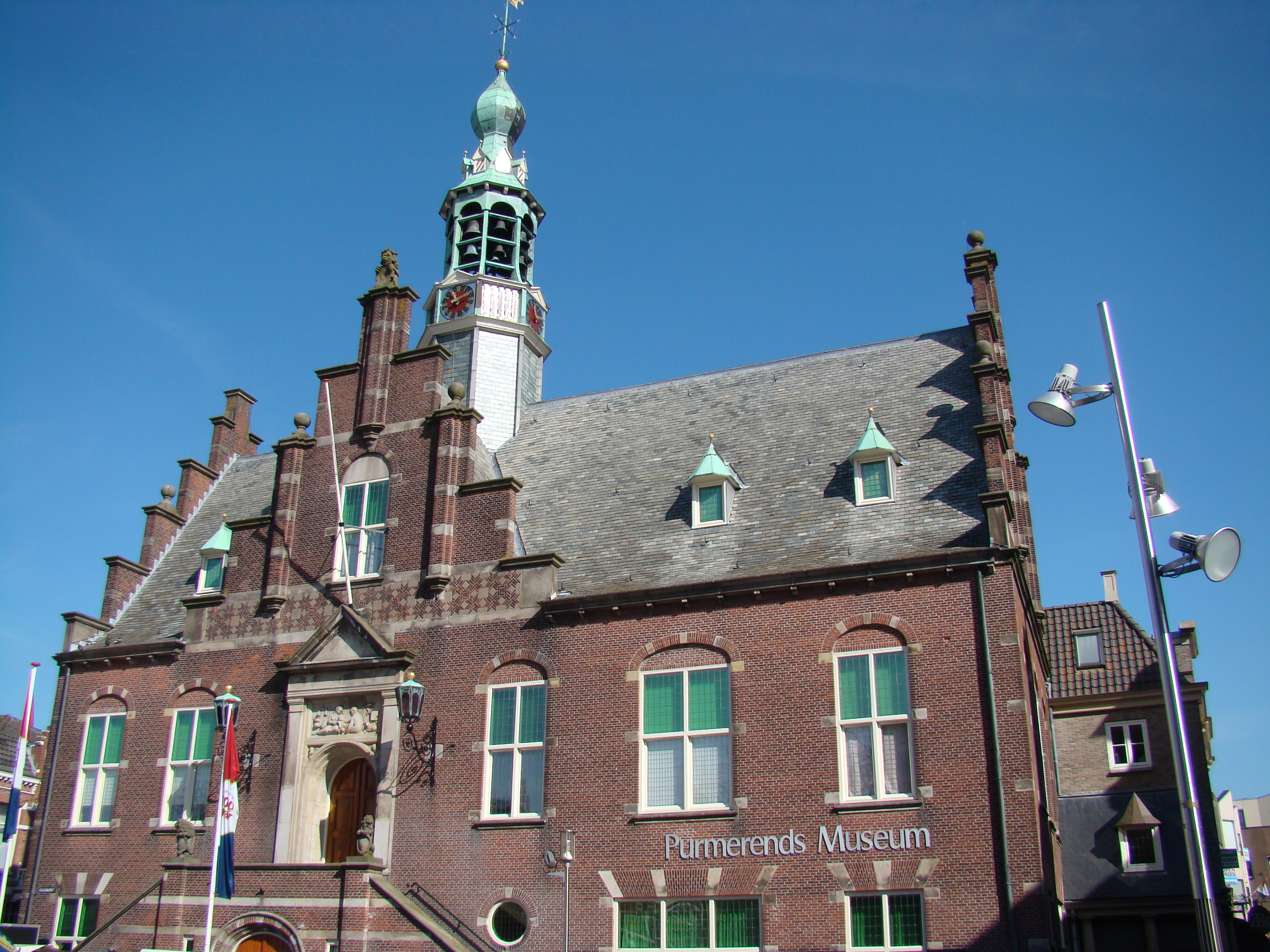
Міський музей у будівлі старої ратуші
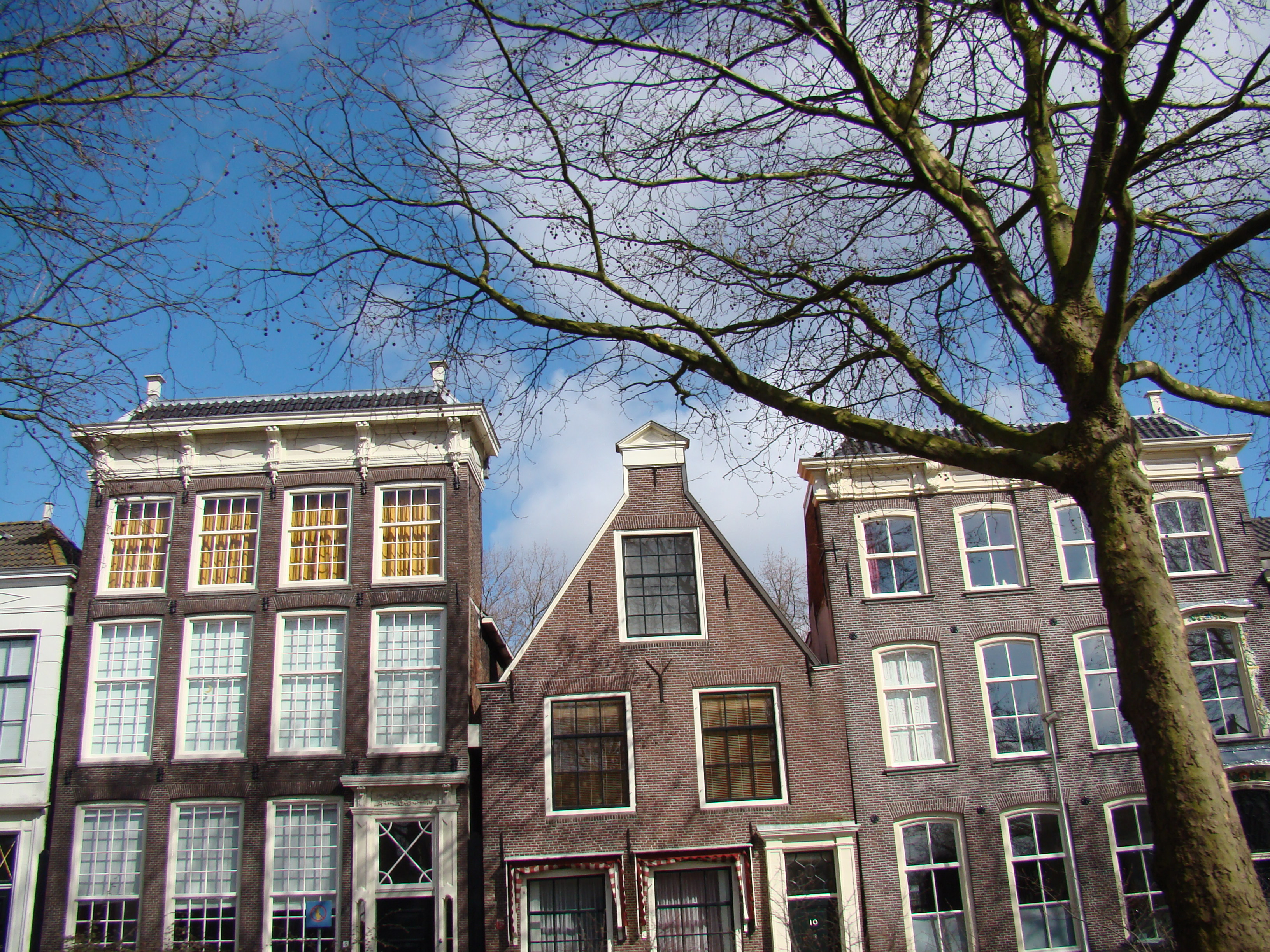
Будинки на набережній Bierkade
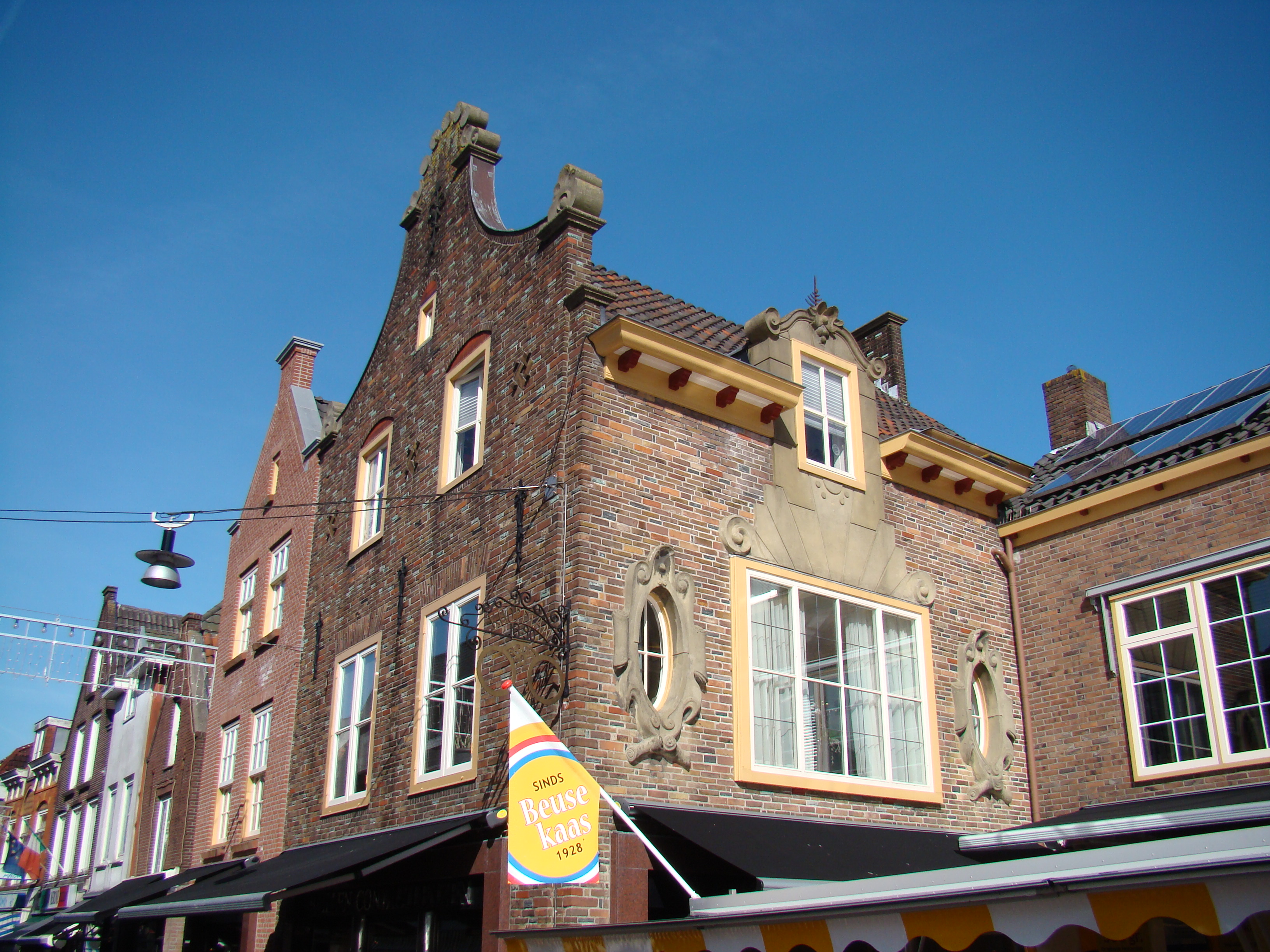
Будинки на вулиці Padjedijk
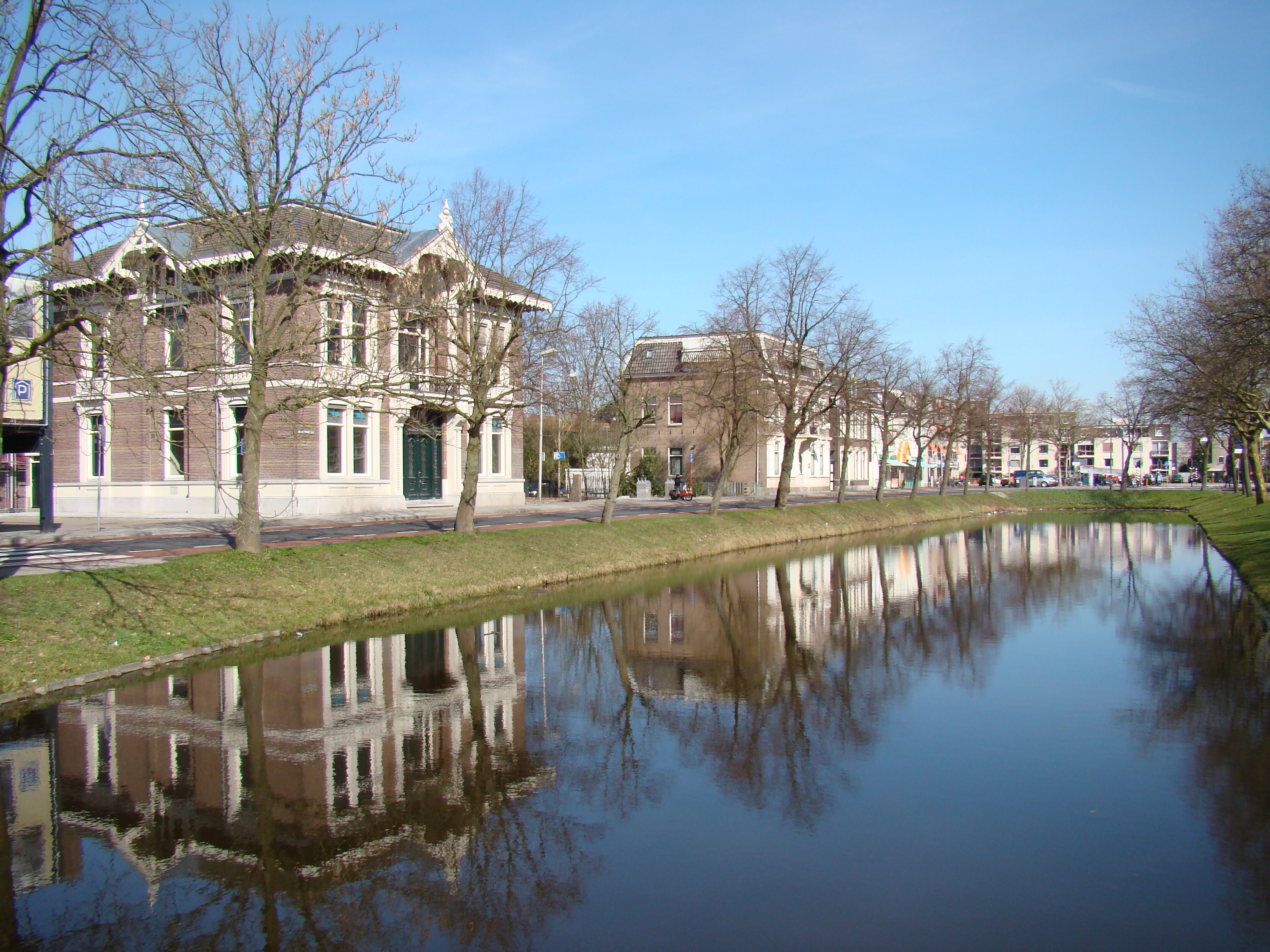
Канал Stadsgracht